# Plainville, Kansas
Plainville là một thành phố thuộc quận Rooks, tiểu bang Kansas, Hoa Kỳ. Năm 2010, dân số của xã này là 1903 người.

## Dân số
Dân số các năm:
- Năm 2000: 2029 người
- Năm 2010: 1903 người